# 范岗乡
范岗乡，是中华人民共和国安徽省滁州市定远县下辖的一个乡镇级行政单位。

## 行政区划
范岗乡下辖以下地区：
范岗村、宋府村、赵塘村、肖巷村和杨湾村。